# خاندان دیو
خاندان دیو یا دودمان دیو، نام خاندان حاکم بر سوادکوه در دوران حکمرانی صفویان بر طبرستان است. تختگاه این خاندان دژ اولاد واقع در مابین پلسفید و ورسک بود.
میرک دیو وکیل سلطان حسین میرزای صفوی بود که از جانب شاه طهماسب یکم در مازندران حضور داشت. نهایتاً اختلاف میان این دو منجر به مرگ میرک دیو به دستور سلطان حسین میرزا شد. شمس‌الدین دیو یک عضو دیگر خاندان دیو بود که پس از مرگ شاه طهماسب کوشید حکومت مازندران را تحت فرمان میرزاخان مرعشی درآورد. آخرین فرد مؤثر از خاندان دیو نیز الوند دیو است که در بخش‌هایی از مازندران به مرکزیت سوادکوه قدرت داشت و در سال ۱۰۰۷ هجری قمری به شاه عباس بزرگ تسلیم شد.

## محمد دیو
محمد دیو بزرگ خاندان دیو سوادکوه، با میر شمس‌الدین بسیار مخالف بود فلذا آقا رستم روزافزون او را از میان برداشت و خود را در دستگاه حکومتی مرعشی جای داد. با آنکه محمد دیو همه راه‌ها را مسدود و پل‌ها و تنگه‌ها را تخریب کرده بود، رستم روزافزون توانست از موانع عبور کند. او سوادکوه را غارت کرد و با همدستی طوایف مَسْت و کالی (در سوادکوه)، با راهنمایی حسن مست، محمد دیو را کشت. سپس، دستور داد سر محمد دیو را جدا کردند و نزد میرشمس‌الدین فرستادند. پس از آن، میر شمس‌الدین، آقا رستم را به عنوان حاکم سوادکوه مازندران به رسمیت شناخت. آقارستم به حسین کیا چَلاوی، حاکم فیروزکوه و متحد محمد دیو یاری نیز حمله کرد.

## میرک دیو
میر سلطان مراد به همراه غلامش میرک دیو، به قزوین رفت تا سند ولایت طبرستان را از شاه صفوی بگیرد اما هرچه کرد نتوانست به دربار راه یابد پس در قزوین ماند و در آنجا بیمار شد اما پولی برای مداوا نداشت پس میرک دیو به او گفت: مرا ببر بفروش تا پول معالجه ات را بدست بیاوری. میر سلطان مراد نیز چنین کرد. اما پس از بهبودی نتوانست پول جور کند تا میرک دیو را بخرد و باز پس گیرد، در این میان عده ای از مخالفان میر عبدالله به قزوین آمدند تا از شاه درخواست نمایند که میر قوام الدین، برادر زن و پسرعموی میر عبدالله و برادر میر زین العابدین که توسط خود میر عبدالله کشته شد را حاکم و والی طبرستان نمایند. میر سلطان مراد که از داستان آگاه شد، آنان را برای مهمانی دعوت کرد. از آن پس در قزوین شایعه شد که مردم طبرستان می‌خواهند میر سلطان مراد را شاه کنند و به سلطان مراد پول قرض دادند و او با آن پول میرک دیو را خریده و میرک شاه صفوی را راضی نمود تا ولایت مازندران را به میرک دیو بدهد و میر سلطان مراد حاکم مازندران شد و میرک دیو کارگزار وی شد.

## الوند دیو
در دوره شاه عباس صفوی میر علی خان مرعشی، حاکم طبرستان فوت کرد و پس از آن ملک بهمن پادوسبانی قدرت یافت و الوند دیو به کمک سید مرتضی حاکم شرق ساری (نواحی هزارجریب و گرگان) مازندران را بین خودشان تقسیم کردند. پس از انتصاب میر حسین به حکومت طبرستان از سوی دولت صفوی الوند دیو و سید مرتضی و بیجن رئیس (حاکم بندپی) دست به شورشی بر علیه میر حسین مرعشی زدند و میر حسین را کشتند.از آن زمان به بعد وضعیت طبرستان به هم ریخته و الوند دیو و بیجن رئیس متحد گشتند و از طرفی ملک محمد، حاکم کجور به اراضی مرکزی و شرقی طبرستان حمله برد و در این میان به نواحی بابلسر، قائمشهر و ساری و بابل حمله بردند و شورش به پا کردند.